# ریک و مورتی (فصل ۶)
فصل ششم سریال تلویزیونی انیمیشن بزرگسالان آمریکایی ریک و مورتی در ۴ سپتامبر ۲۰۲۲ به نمایش درآمد. ساخت این فصل پیش از پایان پخش فصل چهارم در ماه مه ۲۰۲۰، سفارش داده شد. پس از انتشار قسمت ششم این فصل در ۱۷ اکتبر، نمایش آن به وقفه افتاده‌است و در ۲۰ نوامبر ۲۰۲۲ پخش آن از سر گرفته می‌شود.

## بازیگران و شخصیت‌ها

### بازیگران اصلی
- جاستین رویلند در نقش ریک سانچز و مورتی اسمیت، شخصیت‌های اصلی سریال
- کریس پارنل در نقش جری اسمیت، پدر مورتی و سامر و داماد ریک
- اسپنسر گرامر در نقش سامر اسمیت، خواهر بزرگتر مورتی و نوه ریک
- سارا چالک در نقش بث اسمیت، مادر مورتی و سامر و دختر ریک

### بازیگران مهمان
- کاری والگرن در نقش DIANE، هوش مصنوعی ساخته شده توسط ریک برای جعل هویت همسر متوفی خود دایان
- پیتر دینکلیج در نقش چانز، رهبر گروهی از تروریست‌های بیگانه
- کیت دیوید به عنوان رئیس‌جمهور ایالات متحده کورتیس / رئیس‌جمهور، رئیس‌جمهور ایالات متحده
- لیزا کودرو و جیسون مراز به عنوان دایناسورهای پیشرفته از نظر فناوری.